# Vlaamse Pijl 2010
La Vlaamse Pijl 2010, quarantatreesima edizione della corsa, valida come prova di classe 1.2 del circuito UCI Europe Tour 2010, fu disputata il 6 marzo 2010 su un percorso di 151,7 km. Fu vinta dal neozelandese Clinton Avery, che arrivò al traguardo in 3h 43' 10" alla media di 40,785 km/h.
Furono 77 i ciclisti che portarono a termine la competizione.

## Percorso
L'edizione 2010 della Vlaamse Pijl partì e arrivò ad Harelbeke dopo 151,7 km. Il percorso presentava sei muri, il più importante dei quali era il Paterberg.

## Squadre e corridori partecipanti
Per partecipare i corridori dovevano avere un'età inferiore ai 27 anni. Data la classificazione come prova 1.2, tra le 28 squadre ciclistiche invitate, provenienti da Belgio, Paesi Bassi, Germania, Francia e Stati Uniti, non figurava nessuna formazione UCI ProTour: presero invece il via due squadre Professional Continental belghe, la Topsport Vlaanderen-Mercator e la Landbouwkrediet, otto Continental, l'An Post-Sean Kelly Team, la Jong Vlaanderen-Bauknecht, la Lotto-Bodysol, la Qin Cycling Team, la Rabobank Continental, la Roubaix-Lille Métropole, il Team Kuota-Indeland e la Verandas Willems, oltre a diciotto club dilettantistici.
| N.    | Cod. | Squadra                     |
| ----- | ---- | --------------------------- |
| 1-7   | BEV  | Beveren 2000                |
| 8-14  | WCS  | Soenens-Jartazi             |
| 15-21 | RWC  | Rock Werchter-Choc. Jacques |
| 22-28 | DAV  | Davo-Lotto-Davitamon        |
| 29-35 | NHL  | New Heebra-Lombarden        |
| 36-42 | PRO  | Profel-Colossi Cycling Team |
| 43-49 | PWS  | PWS Eijssen Cycling Team    |
| 50-56 | PES  | Pesant Club Liégeois        |
| 57-63 | TDW  | Team Deschuytter Westkerke  |
| 64-70 | TFB  | Terra Footwear-Bicycle Line |
| 71-77 | VGP  | Van Goethem-Prorace         |
| 78-84 | SKT  | An Post-Sean Kelly Team     |
| 85-91 | JVB  | Jong Vlaanderen-Bauknecht   |
| 92-98 | PCW  | Lotto-Bodysol               |

| N.      | Cod. | Squadra                         |
| ------- | ---- | ------------------------------- |
| 99-105  | QCT  | Qin Cycling Team                |
| 106-112 | WIL  | Verandas Willems                |
| 113-119 | RB3  | Rabobank Continental Team       |
| 120-126 | TRS  | Team Kuota-Indeland             |
| 127-133 | FTT  | Fuji Test Team                  |
| 134-140 | RLM  | Roubaix-Lille Métropole         |
| 141-147 | DLC  | Dunkerque-Littoral Cyclisme     |
| 148-154 | TSV  | Topsport Vlaanderen-Mercator    |
| 155-161 | LAN  | Landbouwkrediet                 |
| 162-168 | WDS  | Wielerteam Decock-Sportivo      |
| 169-175 | VLT  | VL Technics Abutriek Cycling T. |
| 176-182 | BVC  | BVC Works CT Ingelmunster       |
| 183-189 | FCP  | Flemish Cycling Projects Team   |
| 190-197 | DEE  | KSV Deerlijk Gaverzicht         |

## Riassunto
A 100 km dal traguardo parte una fuga di una decina di corridori, il gruppo non riesce a riprenderli e si arriva alla volata, vinta dal neozelandese Clinton Avery sul compagno di squadra Jens Debusschere e su Baptiste Planckaert. Avery è il primo corridore non europeo a vincere la corsa, ma è anche il primo a non essere né belga né olandese, fino all'edizione precedente dominatori della competizione belga.

## Ordine d'arrivo (Top 10)
| Pos. | Corridore           | Squadra        | Tempo    |
| ---- | ------------------- | -------------- | -------- |
| 1    | Clinton Avery       | PWS Eijssen    | 3h43'10" |
| 2    | Jens Debusschere    | PWS Eijssen    | s.t.     |
| 3    | Baptiste Planckaert | Landbouwkr.    | s.t.     |
| 4    | Sven Vandousselaere | Jong Vlaander. | s.t.     |
| 5    | Maarten Neyens      | Topsport Vl.   | s.t.     |
| 6    | Clément Lhotellerie | Roubaix        | s.t.     |
| 7    | Steven Van Vooren   | Topsport       | s.t.     |
| 8    | Tom-Jelte Slagter   | Rabobank C.    | a 12"    |
| 9    | Grégory Joseph      | Topsport       | a 1'30"  |
| 10   | Cédric Pineau       | Roubaix        | s.t.     |